# Stamatis Voulgaris
Stamatis Voulgaris oder Stamati Bulgari (griechisch Σταμάτης Βούλγαρης, * 1774 in Lefkimmi auf der Insel Korfu (Republik Venedig); † 1842 in Lefkimmi, zu dieser Zeit Republik der Ionischen Inseln) war Maler, Architekt und erster Stadtplaner des modernen Griechenlands. Er war auch Offizier in der französischen Armee und hatte zudem die französische Staatsbürgerschaft.

## Leben

### Jugend
Stamatis Voulgaris wurde 1774 in Lefkímmi auf der Ionischen Insel Korfu (damals venezianischer Besitz) geboren. Seine Eltern waren Alexandros Voulgaris aus Aloysios und Loukia Pandis. Ab seinem siebten Lebensjahr besuchte er die Schule des Klosters Agias Ioustinis in Garitsa, wo er die ersten Buchstaben lernte. Dort war er ein Klassenkamerad von Ioannis Kapodistrias, dem zukünftigen Präsidenten von Griechenland. Ein bemerkenswerter Vorfall gab seinem Leben eine Wendung. Während der russisch-türkischen Belagerung von Korfu von 1798 bis 1799 fiel in der Nähe des San Giacomo-Theaters auf Korfu eine von einem russischen Schiff abgefeuerte Kanonenkugel neben dem jungen Voulgaris nieder, ohne gleich zu explodieren. Er schnappte sich sofort die Zündschnur und machte sie unschädlich. Auf diese Weise rettete er das Theater und eine ganze französische Militärabteilung, die mit schweren Waffen und Munition in der Nähe vorbeikam. Der französische General Louis François Jean Chabot, ein Freund Napoleons, nahm ihn in Anerkennung dieser Heldentat in die französische Armee auf. Als die Franzosen gingen, folgte ihnen der junge Mann nach Paris, wo er an einer Militärakademie Städteplanung studierte.
1808 wurde er zum Leutnant der Ingenieure ernannt. Gleichzeitig studierte er am Collège des Quatre-Nations (heute Sitz des Institut de France). Er wurde Ingenieurgeograph und außerordentlicher Zeichner im Dienste des Dépôt de la Guerre (einer Sammlung von Karten und Archiven) des Ministeriums. Er nahm an mehreren Militärmissionen teil, insbesondere zwischen 1810 und 1814 mit dem Generalstab des Gouverneurs der Ionischen Inseln (die nun wieder unter französischer Herrschaft standen), General François-Xavier Donzelot. Nach Übergabe der Inseln 1814 geriet er in englische Gefangenschaft und wurde auf Malta inhaftiert. Nach seiner Freilassung wurde er mit einer neuen Sondermission in Epirus und Albanien beauftragt und anschließend nach Frankreich zurückbeordert, um am 18. Juni 1815 an der Schlacht bei Waterloo teilzunehmen. Nach der Niederlage Napoleons wurde er im Zuge der Restauration zunächst aus der Armee entlassen, dann wieder aufgenommen und in den Rang eines Hauptmanns des Generalstabs befördert. Am 30. Januar 1817 wurde er auf Anordnung von König Ludwig XVIII. offiziell als französischer Staatsbürger eingebürgert.

### Schule von Barbizon

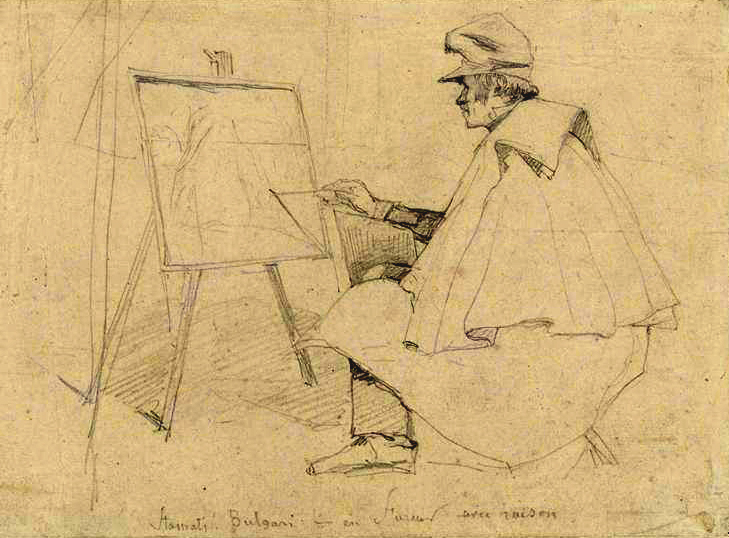
Porträt von Stamati Bulgari, vor seiner Staffelei sitzend (von Camille Corot, der dazu notierte:«Stamati Bulgari en fureur avec raison»)

Parallel zu seinem Studium belegte Voulgaris mehrere Malkurse, insbesondere im Atelier des renommierten Malers Jacques-Louis David. Gemeinsam mit seinem Kommilitonen, dem später berühmten Maler Jean-Baptiste Camille Corot, gehörte er ab den 1820er Jahren zu den ersten Mitgliedern einer völlig neuen Generation junger klassizistischer Maler im Umfeld Davids, die später als Schule von Barbizon bezeichnet wurde. Diese Künstlerkolonie von Landschaftsmalern (auch „Open Airisten“ genannt), zu der Maler wie Charles-François Daubigny, Théodore Rousseau, Jean-François Millet oder Gustave Courbet gehörten, traf sich wenige Kilometer von Paris entfernt im Wald von Fontainebleau, der für sie eine Quelle der Inspiration darstellte, und fertigten ihre Skizzen in freier Natur.
Voulgaris und Corot lebten ab Juli 1821 zusammen in dem Dorf Chailly-en-Bière. Corot zeichnete mehrere Porträts von Voulgaris, „in seinem Bett“ oder „vor seiner Staffelei sitzend“ (auf die Staffelei schrieb er mit einem Graphitstift: «Stamati Bulgari en fureur avec raison»). Voulgaris zeichnete 1821 in seinen Souvenirs (Erinnerungen, auf Französisch veröffentlicht 1835) auch ein literarisches Bild dieses Waldes von Fontainebleau, der ihn zu einem „meditativen und religiösen Gefühl“ inspirierte. Diese Beschreibung gilt als die allererste bekannte Beschreibung dieser Künstlerkolonie.

### Spanienexpedition und Reise zu den Antillen
Im Jahr 1823 kämpfte er im 3. Korps der Pyrenäen-Armee während der von Frankreich angeführten spanischen Militärexpedition gegen die spanischen Liberalen, um den spanischen König Ferdinand VII. wieder auf den Thron zu bringen. Anlässlich dieses Feldzuges schrieb er zwei Kapitel in seinen Souvenirs aus der Alhambra in Granada. Im Dezember 1825 bat er darum, dem Stab von Generalleutnant Henri Baudrand zugeteilt zu werden, um ihn bei einer Inspektion des Ingenieurdienstes in Französisch-Guayana, Barbados und Martinique zu begleiten, wo er General Donzelot (den früheren Gouverneur der Ionischen Inseln, jetzt Gouverneur von Martinique), wieder traf. Voulgaris litt zweimal an Tropenfieber. Im August 1826 kehrte er nach Frankreich zurück und widmete dieser Reise ein Kapitel seiner Souvenirs.

### Morea-Expedition und Stadtplanung in Griechenland

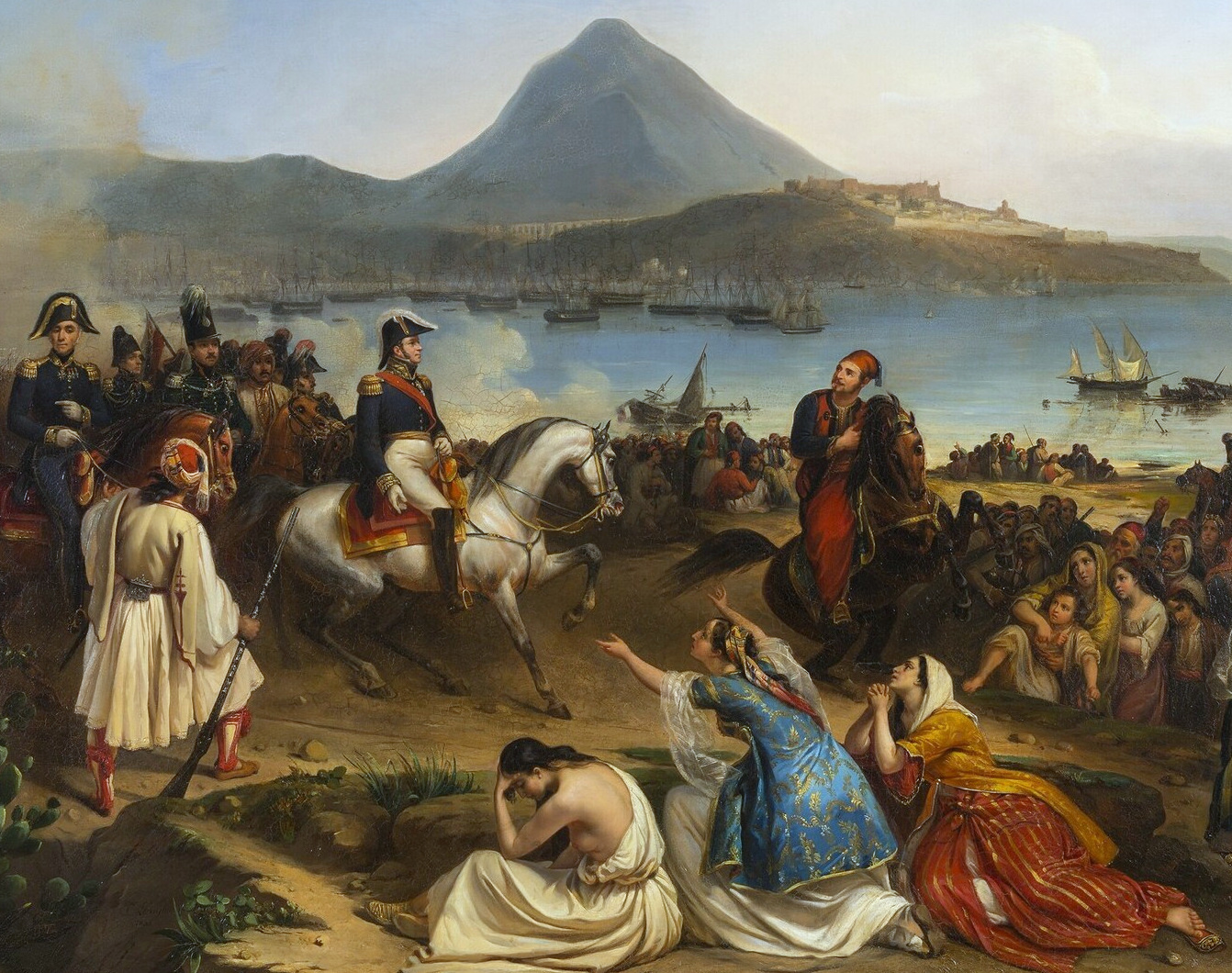
General Maison, Kommandant der französischen Morea-Expedition, trifft 1828 in Navarino den ägyptischen Ibrahim Pascha (von Jean-Charles Langlois)

Seit 1821 wütete in Griechenland der Griechische Unabhängigkeitskrieg, der Voulgaris nicht gleichgültig ließ. 1825 schrieb er in seinen Souvenirs: „Grecs, aux armes! aux armes!“ („Griechen, an die Waffen! An die Waffen!“), nachdem er vom Tod Lord Byrons in Mesolongi erfahren hatte. Im Oktober 1827 reiste Ioannis Kapodistrias, der kurz zuvor zum ersten Kybernetes (Präsidenten) des unabhängigen Griechenlands gewählt worden war, nach Paris, um die französische Regierung um Berater und französische Armeeoffiziere für die Aufstellung der Armee des neuen griechischen Staates zu bitten. Auf Empfehlung des französischen Kriegsministeriums wurden Voulgaris und drei weitere Offiziere (die Hauptmänner der Artillerie Jean-Henri-Pierre-Augustin Pauzié, des topografischen Dienstes Pierre Peytier und der Ingenieure Auguste-Théodore Garnot) 1828 nach Griechenland geschickt, um junge griechische Militäringenieure auszubilden. Sie waren alle vier dem Generalstab von General Maison zugeteilt, dem Oberbefehlshaber der Militärexpedition nach Morea, deren Mission es war, die Peloponnes von den türkisch-ägyptischen Besatzungstruppen Ibrahim Paschas zu befreien. Der Artilleriehauptmann Pauzié gründete 1828 nach dem Vorbild der französischen École Polytechnique die Artillerieschule (Σχoλή Πυρoβoλικoύ) und später die Zentrale Militärakademie der Evelpides (Κεντρική Στρατιωτική Σχολή Ευελπίδων). Hauptmann Peytier zeichnete die erste moderne Karte der Peloponnes.
Kapodistrias schätzte Voulgaris’ Expertise. Die beiden Männer trafen sich zunächst in Ancona in Italien und gingen dann gemeinsam an Bord der Fregatte HMS Warspite nach Nafplio in Griechenland, wo sie am 7. Januar 1828 ankamen. Kapodistrias bat Voulgaris, eine Studie über die Suche nach einem geeigneten Standort in der Stadt durchzuführen, um eine Kolonie für Kriegsflüchtlinge zu errichten. Es folgten weitere Stadtplanungen, wie die Stadtplanung der Städte Nafplio (historisches Zentrum und Vorort Prónoia), Tripolis, Pylos und Argos, in Zusammenarbeit mit Kapitän Garnot.

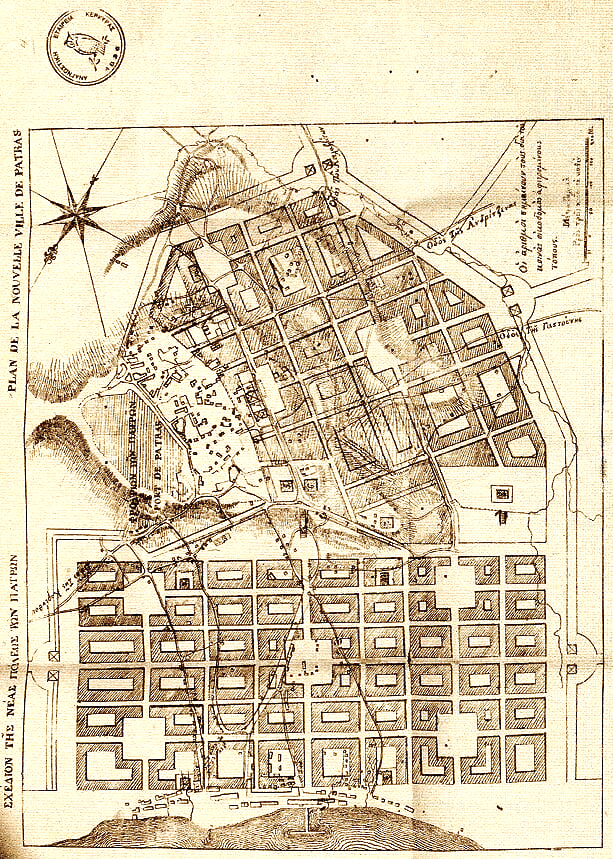
Der originale erste Stadtplan von Patras, erstellt 1829 von Stamatis Voulgaris und Auguste-Théodore Garnot, den Kapitänen der Morea-Expedition

Die wichtigste städtebauliche Mission von Voulgaris war jedoch die Planung der Stadt Patras im Jahr 1829 auf Befehl von Kapodistrias. Er kam dort am 5. Dezember 1828 in Begleitung von Hauptmann Auguste-Théodore Garnot an. Die türkisch-ägyptischen Truppen von Ibrahim Pascha hatten in Patras nur Ruinen hinterlassen. Sie hatten die Häuser zerstört, die Gärten niedergebrannt, alle Bäume entwurzelt und die Wälle der Stadtbefestigung zerstört. Voulgaris schlug ausdrücklich vor, die moderne Stadt an der Küste zu errichten, wo damals ein freieres und weitläufigeres Gelände vorhanden war. Sein Entwurf mit einer geometrischen Komposition hatte die Form eines großen Parallelogramms, das an die Küste grenzte, und eines zweiten, das am Rand der Altstadt endete. Siebzehn vertikale und breite Straßen bergauf kreuzten im rechten Winkel acht andere horizontale Straßen und teilten die Stadt so in hundert große Gebäudeblöcke. Außerdem plante er den Bau von neun symmetrischen öffentlichen Plätzen, Kais, breiten und langen Boulevards oder Alleen, die von Bäumen gesäumt und perfekt belüftet sein sollten, Brunnen, Arkaden, Grünflächen rund um die Burg von Patras und drei Haupttore, die auf die Straßen nach Gastouni, Kalavryta und Korinth führen sollten. Voulgaris wollte auch die Kosten für die Baumpflanzungen in Patras aus eigener Tasche bezahlen.
Der ursprüngliche Plan wurde jedoch nicht vollständig umgesetzt, weil einerseits die Kotzabasiden (Notabeln bzw. Prokritoi) und die örtlichen Grundbesitzer Druck auf Gouverneur Kapodistrias ausübten, um jegliche Änderung zu verhindern, und andererseits die Staatsfinanzen nicht ausreichten, um Voulgaris’ visionären Plan zu verwirklichen. 1830 wurden die fünf symmetrischen Plätze, die er als Parallelogramm an der Küste entworfen hatte, auf nur zwei reduziert, dem zentralen Platz der Demokratie (der heutige Vasileos-Georgiou-I.-Platz) sowie dem der Eintracht (die heutige Platia Ethnikis Andistasis).
Nachdem er die Pläne Gouverneur Kapodistrias übergeben hatte, schloss sich Voulgaris den Truppen der regulären griechischen Armee an, die damals vom Bruder des Gouverneurs, Augustinos Kapodistrias, dem Oberbefehlshaber für Zentralgriechenland, kommandiert wurden. Hauptmann Voulgaris war insbesondere für die Ausarbeitung des Plans für die Belagerung von Lepanto (Nafpaktos) und die Leitung der Arbeiten verantwortlich.  Im April 1829 belagerte und eroberte Kapodistrias Nafplio. Später befreite er Antirrio, während die Garnisonen von Missolonghi und Aitoliko im Mai kampflos kapitulierten. Voulgaris schrieb in seinen Souvenirs: „Diese wichtige Eroberung brachte die von Missolonghi (im Mai) mit sich, wo mit dieser griechischen Expedition meine militärische Karriere endete.“

### Letzte Jahre auf Korfu
Im August 1830 kehrte Voulgaris erkrankt nach Frankreich zurück und wurde 1831 zum Chef de bataillon befördert. 1838 zog er sich in seine Heimat Korfu zurück, in das Dorf Potamos bei Lefkimmi, wo er 1842 starb. In seinem Testament hinterließ er Geld an verschiedene Freunde und Verwandte und darüber hinaus an das französische Konsulat, um es an die bedürftigen Franzosen auf Korfu zu verteilen.

## Dekorationen
Stamatis Voulgaris war
- Ritter der Ehrenlegion.
- Ritter des Ordre royal et militaire de Saint-Louis.

## Publikationen
- Stamatis Voulgaris, Examen moral des principaux tableaux de la galerie du Luxembourg en 1818, et considérations sur l’état actuel de la peinture en France, par M. Stamati Bulgari, (Gallica – BnF), Paris, 1827.
- Stamatis Voulgaris, Notice sur le comte Jean Capodistrias, Président de la Grèce, suivie d’un extrait de sa correspondance; par Stamati Bulgari, Chef de bataillon au Corps Royal d’État-major, Delaunay, Paris, 1832.
- Stamatis Voulgaris, Souvenirs de Stamati Bulgari, Chef de bataillon au Corps Royal d’État-major, en retraite, (Gallica – BnF), A. Pihan de La Forest, Paris, 1835.